# Кіндал
Кінда́л (рос. Киндал) — село у складі Каргасоцького району Томської області, Росія. Адміністративний центр Новоюгинського сільського поселення.

## Населення
Населення — 208 осіб (2010; 245 у 2002).
Національний склад (станом на 2002 рік):
- росіяни — 84 %
- німці — 5 %
- ханти — 5 %